# Arttu Hoskonen
Arttu Hoskonen, né le 16 avril 1997 à Kaarina en Finlande, est un footballeur international finlandais. Il évolue au poste de défenseur central à Stockport County.

## Biographie

### En club
Né à Kaarina en Finlande, Arttu Hoskonen commence le football au KaaPo avant de rejoindre le FC Inter Turku, où il poursuit sa formation. 
C'est avec ce club qu'il fait ses débuts en professionnel, jouant son premier match le 9 mai 2016 face à l'IFK Mariehamn en championnat. Il entre en jeu à la place d'Adama Tamboura et son équipe s'incline par deux buts à zéro ce jour-là.
Hoskonen inscrit son premier but en professionnel le 4 mars 2018, à l'occasion d'une rencontre de coupe de Finlande face au Klubi-04. Il est titularisé et participe à la victoire de son équipe par quatre buts à zéro.
En janvier 2022, il rejoint le HJK Helsinki. Le transfert est annoncé le 8 novembre 2021 et il signe un contrat de deux ans, soit jusqu'en décembre 2023.
Il est sacré Champion de Finlande en 2022.
Le 23 janvier 2023, Arttu Hoskonen rejoint la Pologne afin de s'engager en faveur du KS Cracovie. Il signe un contrat de deux ans et demi, soit jusqu'en juin 2025,.
Il joue son premier match sous ses nouvelles couleurs le 17 février 2023, lors d'une rencontre de championnat face au Stal Mielec. Il entre en jeu après la mi-temps à place de Jakub Jugas, sorti blessé, et son équipe l'emporte par deux buts à un.

### En sélection
Arttu Hoskonen compte une sélection avec l'équipe de Finlande des moins de 20 ans, jouée le 13 novembre 2016 contre la Pologne. Il est titulaire et son équipe s'impose par deux buts à un.
Arttu Hoskonen honore sa première sélection avec l'équipe de Finlande le 17 novembre 2022, face à la Macédoine du Nord. Il est titularisé, et les deux équipes se neutralisent (1-1 score final).

## Palmarès
HJK Helsinki
- Champion de Finlande (1) :
  - Champion : 2022.